# イエスショウズ
『イエスショウズ』（Yesshows）は、イギリスのプログレッシブ・ロック・バンド、イエスの2枚組ライブ・アルバムである。1980年にアトランティック・レコードが発表した。

## 解説

### 制作経緯
1979年の夏、メンバーのクリス・スクワイアはホーム・スタジオでイエスのライブ・アルバム用の音源を選択してミキシングを行なった。しかしデモ編集が終わり、ロジャー・ディーンによるジャケット・デザインも完成した時点で、他のメンバーが彼の選曲とミキシングに不満を表明したので、企画は一旦お蔵入りになった。
1980年、ジョン・アンダーソンとリック・ウェイクマンが脱退した。残ったスクワイア、スティーブ・ハウ、アラン・ホワイトは、バグルスのトレヴァー・ホーンとジェフ・ダウンズを迎えて8月に新作アルバム『ドラマ』を発表してツアーを開始。一方、アトランティック・レコードは12月に本作を発表した。

### 内容
1976年のアンダーソン、スクワイア、ハウ、ホワイト、パトリック・モラーツによるアルバム『リレイヤー』のツアー、1977年と1978年のアンダーソン、スクワイア、ハウ、ホワイト、ウェイクマンによるアルバム『究極』と『トーマト』のツアーの演奏が編集収録された。「錯乱の扉」と「儀式」はモラーツが参加した1976年のツアーからの音源。彼が参加したイエスの正規のライブ音源は当時、本作とビデオソフトの『イエス/ライヴ 1975』だけだった。
1973年に発表されて好評だった3枚組ライブ・アルバム『イエスソングス』とは収録曲が重複していないことから、本作は『イエスソングス』の続編という位置づけであったと考えられる。

## 収録曲

### アルバム
A面
1. パラレルは宝
2. 時間と言葉
3. 究極

B面
1. 錯乱の扉

C面
1. クジラに愛を
2. 儀式（パート1）

D面
1. 儀式（パート2）
2. 不思議なお話を

### CD
ディスク1
1. パラレルは宝
2. 時間と言葉
3. 究極
4. 錯乱の扉

ディスク2
1. クジラに愛を
2. 儀式（パート1） ※
3. 儀式（パート2） ※
4. 不思議なお話を

※つながって収録されている。

## レコーディング・メンバー
- ジョン・アンダーソン – ボーカル
- クリス・スクワイア – ベース・ギター、ボーカル
- アラン・ホワイト – ドラムス
- リック・ウェイクマン – キーボード（「錯乱の扉」「儀式」を除く）
- パトリック・モラーツ – キーボード（「錯乱の扉」「儀式」のみ）
- スティーヴ・ハウ – ギター、ボーカル